# Decemberstorm 1703
De decemberstorm van 1703 was een verwoestende tropische cycloon die op 7 en 8 december 1703 langstrok (26/27 november volgens de oude Engelse kalender). Vooral midden- en Zuid-Engeland werden zwaar getroffen. Ook Nederland, België en Duitsland bleven niet gespaard. Winden met orkaankracht deden rond de 2.000 schoorstenen in Londen sneuvelen en in New Forest werden 4.000 eiken ontworteld. Schepen werden honderden mijlen uit de koers gedreven of vergingen; alleen al op de Goodwin Sands ten oosten van Dover verdronken meer dan 1.100 matrozen van de marine en ongeveer eenzelfde aantal van koopvaarders.

## Zwaarte van de storm
Waarnemers uit die tijd registreerden barometerstanden van 973 hectopascal in Zuid-Essex maar er wordt wel gesteld dat de kerndruk van het lagedrukgebied boven de Midlands rond 950 hectopascal bedroeg. Het KNMI herleidde uit beschikbare gegevens een weerkaart met op 8 december een kerndruk van 950 hectopascal op de kust van Denemarken. De vlotte oostwaartse verplaatsing van het lagedrukgebied zorgde voor extra windsnelheid aan de zuidkant ervan. Een hogedrukgebied dat erachteraan kwam zorgde voor extra luchtdrukverschil. Windmetingen zijn niet beschikbaar maar het zuiden van Engeland heeft naar schatting een orkaan, windkracht 12 gehad. Veel verslagen en dagboeken tonen aan dat het menens was.
De Engelse schrijver en journalist Daniel Defoe (auteur van Robinson Crusoe) sprak over "de ergste storm die de wereld ooit zag". Het had al twee weken lang regelmatig gestormd. Vanaf woensdag de 24e (Engelse kalender) tot en met woensdag 1 december stormde het continu met na het hoogtepunt op 26/27 november, een tweede zware storm in de nacht van 30 november op 1 december. Dit alles leidde tot enorme schade en tal van dijkdoorbraken. Defoe spreekt van "two terrible nights". De windrichting was op de 26e (nu 7 december) eerst zuidwest, werd in de avond zuidzuidwest en in de loop van de nacht geleidelijk west en steeds toenemend in kracht. Tussen 5.00 en 6.30 uur, het is inmiddels de 27e (8 december), bereikte de wind het hoogtepunt uit westnoordwest. Rond 7 uur draaiend naar zuidelijk en afnemend. Defoe woonde in Londen, bezocht getroffen gebieden en sprak en correspondeerde met ooggetuigen. Hij schreef er een boek over: "The Storm". Daarin doet hij uitgebreid verslag van het verloop van de storm, ook van de dagen ervoor en erna, en van de ontstane schade. Mede daarom is dit gebeuren van ruim drie eeuwen geleden vrij goed gedocumenteerd. 

Het zwaarst getroffen werd een gebied van circa 700 kilometer lengte vanaf Wales, via het midden en zuiden van Engeland, naar Nederland en Noord-Duitsland. Zeelui in Engeland maakten melding van tornadoverschijnselen (niet verifieerbaar) en anderen van een hevig onweer. Niet alleen de Engelse, maar ook de Noord-Friese kust werd getroffen door een stormvloed. Ook het zuiden van Friesland kwam blank te staan door dijkdoorbraken.

## Schade
In Londen kwamen ongeveer 2.000 schoorstenen omlaag. De loden dakbedekking werd van Westminster Abbey geblazen. Huizen, boerderijen en schuren stortten in onder de windkracht; de schuren vaak nog gevuld met de oogsten van de afgelopen herfst. Op de Theems werden zo'n 700 schepen samengedrukt in de Pool of London, het stroomafwaartse deel vanaf London Bridge. Alleen al in het New Forest gingen 4.000 eikebomen verloren. Er waren ernstige overstromingen in het westen van het land, vooral rond Bristol. Honderden mensen verdronken in de omgeving van Somerset evenals duizenden stuks vee en schapen.
Een konvooi van 130 koopvaardijschepen met zes begeleidende marineschepen, die beschutting hadden gezocht in Milford Haven, werd getroffen; de volgende dag bleek dat 30 schepen verloren waren gegaan. Een schip dat bij Cornwall van de trossen was gerukt strandde 320 kilometer verder en 8 uur later bij het eiland Wight. In totaal gingen meer dan 40 koopvaardijschepen verloren. De Engelse marine verloor 13 schepen met ruim 1.500 opvarenden, vijf daarvan op de Goodwin Sands met rond de 1.150 doden. De lijst marineschepen met aantallen overlevenden en verdronkenen per schip is bekend. De belangrijksten worden genoemd in de tabel. Curieus is dat de HMS Association onder Admiraal Sir Cloudesley Shovell vanuit Harwich naar de Elbe in Duitsland werd geblazen. Vandaar voer men naar Göteborg om reparaties te laten uitvoeren en voorraden in te nemen. Later kon het schip terugkeren naar Engeland.
Een vrachtschip dat bij de zuidoostkust van de ankers werd geslagen, kwam gehavend in Noorwegen terecht. Het totale dodental op zee en op land kan slechts worden geschat, het aantal ligt tussen de 8.000 en 15.000.
Uit de verslaglegging van Defoe blijkt overigens dat het langdurige stormachtige weer dat voorafging, de verliezen op zee nog enigszins beperkt hield. Schepen die geprobeerd hadden uit te varen, moesten terugkeren. Schepen die op de terugweg waren bereikten door de harde wind sneller dan normaal de havens. Veel havens lagen ongebruikelijk vol met schepen in relatieve veiligheid, in plaats dat ze zich op zee bevonden.

#### Belangrijkste gezonken marineschepen
| naam schip       | aantal doden | geredden | locatie     |
| ---------------- | ------------ | -------- | ----------- |
| Restoration      | 387          | -        | G.S.        |
| Northumberland   | 220          | -        | G.S.        |
| Stirling Castle  | 206          | 70       | G.S.        |
| Mary             | 269          | 1        | G.S.        |
| Mortar-bomb      | 65           | -        | G.S.        |
| Newcastle        | 193          | 40       | Spithead    |
| Reserve          | 175          | 47       | Yarmouth    |
| Resolution       | -            | 221      | kust Sussex |
| Litchfield Prize | -            | 108      | kust Sussex |

## Eddystone lighthouse

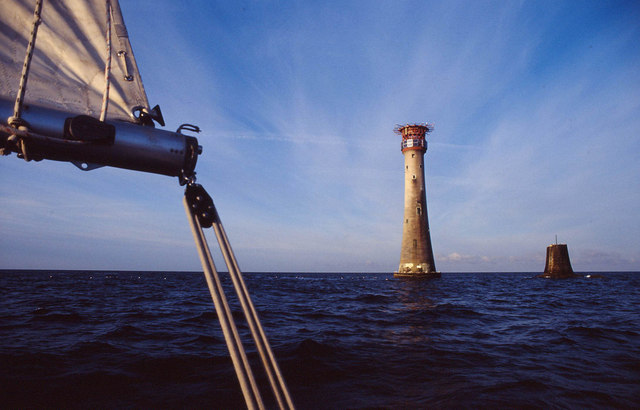
De huidige vuurtoren, daarnaast een stomp van de vorige (niet van 1703)

Ongeveer 14 kilometer uit de kust bij Plymouth bevindt zich in Het Engelse Kanaal het Eddystone rif. Omdat deze rotsen nauwelijks boven water uitkomen vormden ze altijd een gevaar voor de scheepvaart. Een veilige route relatief dicht bij Frankrijk was, in tijden van conflict met dat land, ook niet aantrekkelijk. Vandaar dat in 1695 opdracht gegeven werd op deze rotsen een vuurtoren te bouwen. Deze was gereed in november 1698. Na de eerste winter bleken een verbouwing en reparaties nodig. Dit werd in 1699 uitgevoerd. De verbeterde toren was slechts enkele jaren in gebruik toen de storm van 1703 toesloeg. Bij toeval was, behalve de vuurtorenwachters met gezinsleden, ook de bouwmeester, Henry Winstanley aanwezig. Hij wilde nagaan of er nog bouwkundige verbeteringen nodig waren. De toren was niet bestand tegen de orkaan. Van de aanwezige 6 personen is niemand teruggevonden, van de vuurtoren slechts een restant.

## Stormvloed
De Stormvloed van 1703 in het noorden van Nederland was een gevolg van dezelfde storm die wel als De grote storm wordt aangeduid. Ze leidde niet alleen tot enorme schade, maar ook tot tal van dijkdoorbraken.
Op veel plaatsen was sprake van hoge vloed, niet alleen de Engelse maar ook de Noord-Friese kust werd getroffen door een stormvloed. Het zuiden van Friesland kwam blank te staan door verschillende dijkdoorbraken. Een Zeeuwse kapitein schrijft in een brief aan de Admiraliteit van Zeeland dat de storm zonder weerga was. De Nederlandse vloot kreeg het voor de zoveelste keer dat jaar zwaar te verduren, maar de Britse vloot kreeg de zwaarste klappen.

## Bijzonderheden
- Volgens de Weekly Bills of Mortality vielen in Londen 21 doden doordat schoorstenen van huizen omwaaiden en door alle verdiepingen naar beneden vielen. Ook de Anglicaanse bisschop van Bath en Wells en zijn vrouw vonden op deze wijze de dood.
- De schade aan afgewaaide dakpannen was dermate groot dat het zeker twee jaar duurde voordat alles was vervangen. Veel daken werden provisorisch gerepareerd met houten platen of ander materiaal. Dankzij een droge periode van bijna drie weken, na de storm, bleef men schade door inregenen bespaard.
- Langs de trechtervormige Severn waar de storm recht in blies, kwam het water 6 voet (1,80 m.) hoger dan ooit. Daar verdronken enkele honderden mensen, circa 15.000 schapen en honderden stuks ander vee.
- Zeer groot was de schade aan fruitboomgaarden, zowel in Kent als in de cidergebieden in het westen. Talloze andere volwassen en vaak oude bomen gingen neer.
- Van meer dan 100 kerken werd de loden dakbedekking afgeblazen, 7 kerktorens of spitsen waaiden om; 400 molens werden vernield. De aantallen omgewaaide huizen zijn minder duidelijk, de grootte-orde is rond de 1.000 met daarbij nog een vergelijkbaar aantal boerenschuren, met daarin de voorraden van de afgelopen oogst. Apart is dat de graanprijzen daalden omdat veel landbouwers tegelijk gingen dorsen om de voorraden te redden.
- Weilanden waren tot 20 mijl landinwaarts zodanig verzilt dat schapen er slecht van aten. De storm had een zoutnevel vanuit zee landinwaarts geblazen.
- Ook Antonie van Leeuwenhoek, woonachtig te Delft, constateerde een waas op de ruiten van zijn woning. Onder de microscoop gelegd, bleek het te gaan om zeezout. Hij meldde tevens (in een brief aan Defoe) dat hij op 8 december (Eng.: 27 nov.) rond 08.00 uur de laagste barometerstand aflas die hij ooit had gezien. Een getal wordt niet genoemd.

838 · 1014 · 1042 · 1134 · 1163 · 1164 · 1170 · 1196 · 1212 · 1214 · 1219 · 1220 · 1221 · 1248/1249 · 1277 · 1280 · 1282 · 1287 · 1288 (I) · 1288 (II) · 1322 · 1334 · 1362 · 1374 · 1375 · 1377 · 1404 · 1421 · 1424 · 1468 · 1477 · 1509 · 1514 · 1530 · 1532 · 1552 · 1566 · 1570 · 1610 · 1643 · 1651 · 1675 · 1682 · 1686 · 1703 · 1717 · 1726 · 1741 · 1775 · 1776 · 1784 · 1799 · 1808 · 1809 · 1820 · 1825 · 1855 · 1861 (I) · 1861 (II) · 1877 · 1906 · 1916 · 1926 · 1953 · 1962 · 1993 · 1995 · 2006 · 2021